# Dominique aux Jeux olympiques d'été de 2012
La Dominique participe aux Jeux olympiques d'été de 2012 à Londres, au Royaume-Uni, du 27 juillet au 12 août 2012. Il s'agit de sa 5e participation à des Jeux d'été.

## Athlétisme
Les athlètes de la Dominique ont jusqu'ici atteint les minima de qualification dans les épreuves d'athlétisme suivantes (pour chaque épreuve, un pays peut engager trois athlètes, à condition qu'ils aient réussi chacun les minima A de qualification, un seul athlète par nation est inscrit sur la liste de départ si seuls les minima B sont réussis), :
Hommes
| Athlète         | Épreuve | Série      | Série | Quart de finale | Quart de finale | Demi-finale | Demi-finale | Finale   | Finale |
| Athlète         | Épreuve | Résultat   | Rang  | Résultat        | Rang            | Résultat    | Rang        | Résultat | Rang   |
| --------------- | ------- | ---------- | ----- | --------------- | --------------- | ----------- | ----------- | -------- | ------ |
| Erison Hurtault | 400 m   | 46.05 (MS) | 30e   | NC              | NC              | -           | -           | -        | -      |

Femmes
| Athlète      | Épreuve | Série    | Série | Quart de finale | Quart de finale | Demi-finale | Demi-finale | Finale   | Finale |
| Athlète      | Épreuve | Résultat | Rang  | Résultat        | Rang            | Résultat    | Rang        | Résultat | Rang   |
| ------------ | ------- | -------- | ----- | --------------- | --------------- | ----------- | ----------- | -------- | ------ |
| Luan Gabriel | 200 m   | 24.12    | 47e   | NC              | NC              | -           | -           | -        | -      |